# Locomotora GE U10B
La General Electric U10B es una locomotora diésel-eléctrica de la Serie Universal de GE Transportation Systems.
El modelo apareció 1962 con el nombre UM10B, cambiando a su designación definitiva, U10B en 1964. Originalmente con motor Caterpillar D398 V12 de 1050 hp, y a partir de aproximadamente 1981, con motor Caterpillar D379 V8 de la misma potencia.

## Ficha técnica
- Clasificación UIC: Bo'Bo',
- Peso: 50 t[2]
- Potencia: actualmente entre 450 y 1300 hp, dependiendo del motor instalado.[3]
- Largo: 10 m
- Ancho: 2,76 m
- Alto: 3,65 m

## Imágenes

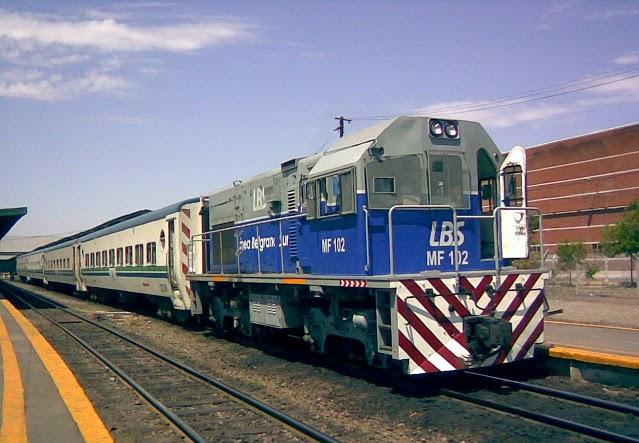
Una General Electric U10B de la Línea Belgrano Sur, Argentina.
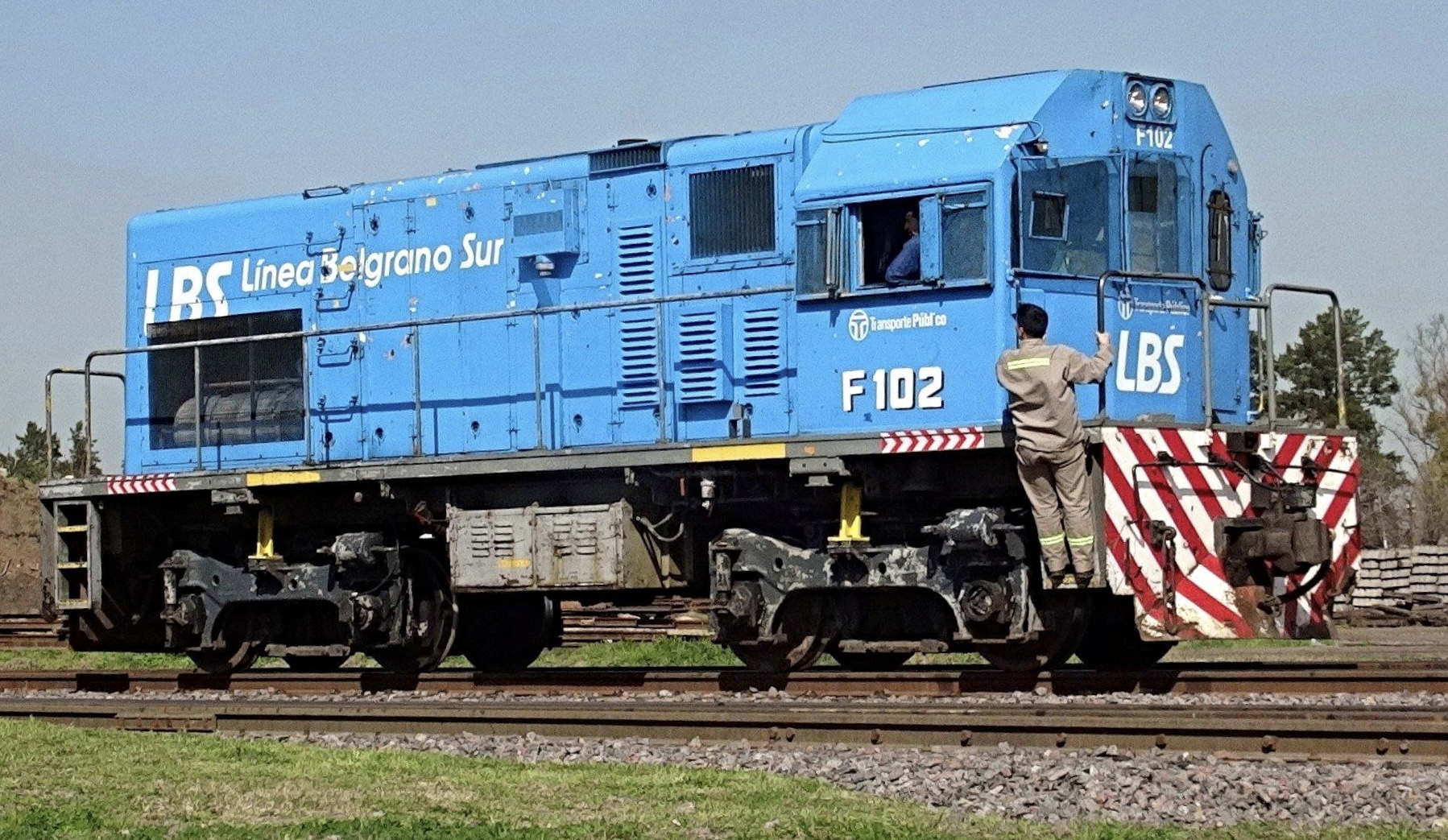
Locomotora G.E. U-10 del F.C.Belgrano Sur en Argentina.